# Forças Armadas da Coreia do Sul

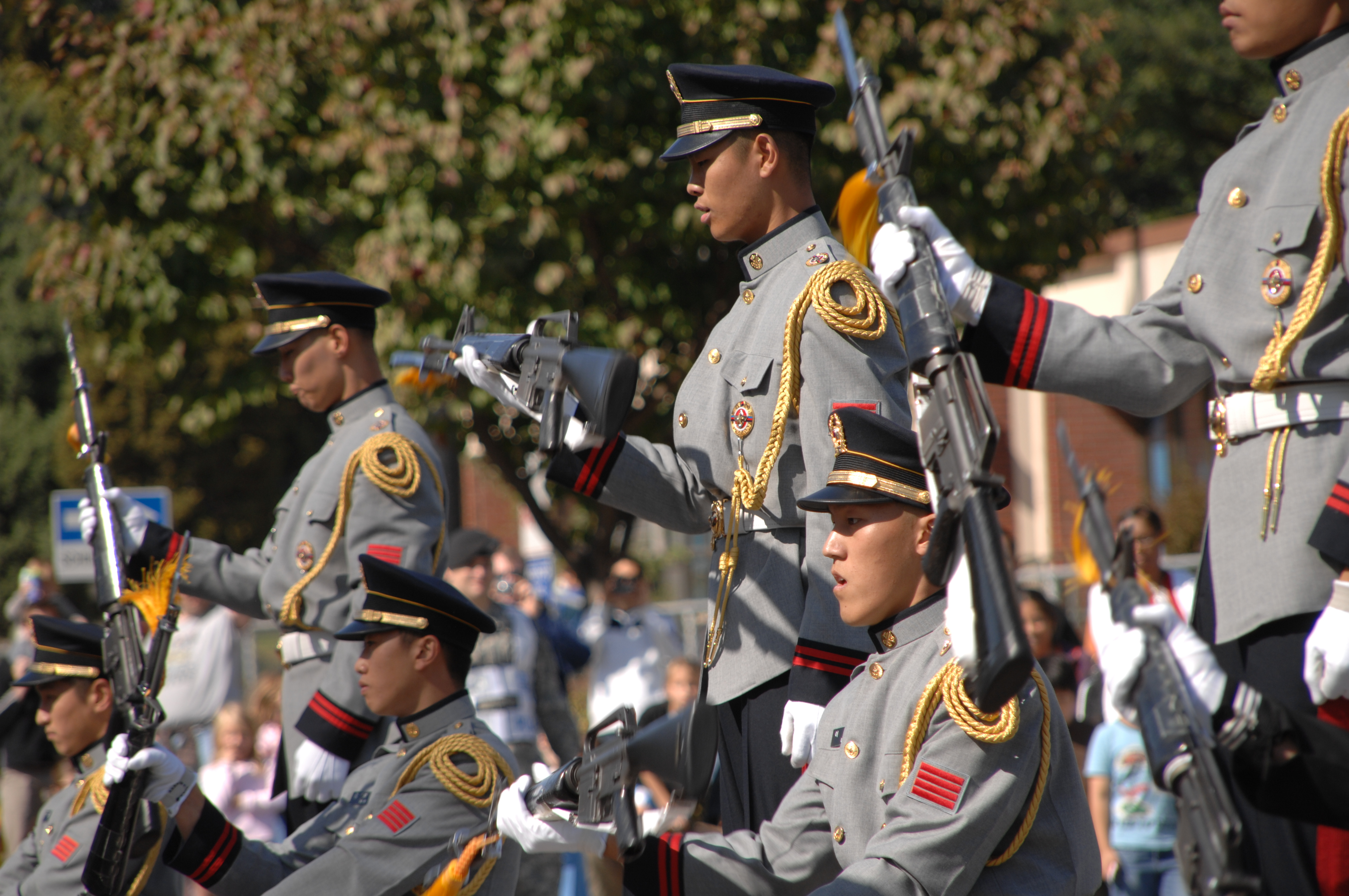
Soldados sul coreanos em uma apresentação.

As Forças Armadas da República da Coreia (Hangul: 대한민국 국군; Hanja: 大韩民国 国 军), ou Forças Armadas da Coreia do Sul, é a principal força de defesa da República da Coreia do Sul. As forças sul-coreanas são uma das maiores e mais poderosas forças armadas permanentes do mundo, com aproximadamente 3 600 000 militares em 2022 (500 000 no serviço ativo e 3 100 000 de reserva).
Criadas em 1948, após a divisão da Península Coreana, as Forças Armadas da República da Coreia são uma das maiores do mundo, com uma força de soldados relatada de 3,853 milhões em 2010 (653 mil em força ativa e reservas regulares de 3,2 milhões).
As forças militares da República da Coreia são responsáveis por manter a soberania e a integridade territorial do país, mas muitas vezes se envolveram em esforços humanitários e de socorro em catástrofes em todo o território nacional. Mais recentemente os militares começaram a aumentar sua participação nas questões internacionais, reconhecendo o seu papel e responsabilidade como o décimo quinto poder econômico no mundo em termos de PIB. Os militares sul-coreanos tem participado de várias operações de paz e de operações contra o terrorismo.
O exército sul-coreano conta com mais de 2,3 mil tanques em operação, enquanto a marinha tem a quinta maior frota de contratorpedeiros no mundo. A força aérea é a nona maior do seu tipo, e conta principalmente com aviões de caça estadunidenses, como o F-15K, KF-16 e o KAI T-50 Golden Eagle.

## História

### Guerra da Coreia
As forças armadas sul-coreanas foram, em grande parte, forças policiais até a eclosão da Guerra da Coreia. Durante o início da Guerra da Coreia, a Coreia do Norte invadiu o território sul-coreano. O exercito sul-coreano foi fortemente danificado pelos ataques norte-coreanos e do exército chinês, no início, dependia quase inteiramente do apoio dos Estados Unidos em armas, munições e tecnologia. Em 25 de junho de 1950, o Conselho de Segurança das Nações Unidas aprovou, por unanimidade, a resolução 82, condenando a invasão da Coreia do Norte contra seu vizinho do sul.
Apos três anos de guerra, em 1953, foi assinado um armistício, encerrando a Guerra da Coreia, porém, até os dias atuais, nenhum tratado de paz foi firmado entre as duas Coreias. O norte, contudo, alega que venceu a guerra.
O Pentágono negociou vários acordos secretos: as autoridades americanas pagaram ilegalmente US$ 1,7 bilhão para que a Coreia do Sul participasse da guerra. Entre os anos 50 e 70, a Coreia do Sul recebeu sete vezes mais ajuda militar estrangeira do que o Norte.